# Shining Force II
Shining Force II: The Ancient Seal (シャイニング・フォースII 古えの封印, Shainingu Fōsu Tsū: Inishie no Fūin, lit. "Shining Force II: O Antigo Selo") é um RPG tático baseado em rodadas para o console de jogo Mega Drive, desenvolvido pela Sonic! Software Planning e lançado em 1993. Sua história não está diretamente conectada ao original Shining Force, embora um título para Game Gear chamado Shining Force Gaiden: Final Conflict interligue a história dos dois jogos.
O jogo é muito mais duradouro que o primeiro, e dá muito mais liberdade ao jogador para explorar. O jogo não é dividido em capítulos, e por isso é possível retornar a partes visitadas anteriormente. Há também duas formas diferentes de promover diversos personagens.
Shining Force II foi relançado no Virtual Console para Wii na Europa, no dia 3 de outubro de 2008, e na América do Norte, em 6 de outubro de 2008. Ele também está disponível na compilação Sonic's Ultimate Genesis Collection para Xbox 360 e PlayStation 3, e como um jogo avulso no Steam.

## Jogabilidade
Shining Force II é um RPG tático. O jogador assume o controle do líder do exército Shining Force, Bowie. Quanto o jogador não está em combate, ele pode explorar aldeias e outros locais, falar com NPCs, definir quais membros da equipe participarão das batalhas, e configurar equipamentos. Algumas aldeias contam com um quartel-general onde o jogador pode inspecionar e falar com seus aliados. Ao se mover por entre cidades ou pelo mundo afora, é possível encontrar tesouros visíveis ou escondidos, e interagir com certos objetos.
Cada unidade aliada é representada por um personagem com sua própria história e personalidade. Alguns desses personagens são ocultos, exigindo que certos eventos ocorram para que eles participem do exército. Cada unidade aliada também é representada por uma classe, que define as habilidades disponíveis para ela. Essas habilidades variam desde o tipo de arma que a unidade pode usar até os tipos de feitiços que ela pode aprender. Unidades se tornam mais fortes ao enfrentarem inimigos e desempenharem ações variadas, que dão pontos de experiência (EXP), permitindo que elas ganhem níveis. Quando uma unidade atinge o nível 20, ela pode ser promovida para uma classe mais avançada. Alguns personagens têm duas classes distintas para as quais eles podem ser promovidos, sendo que uma delas só pode ser acessada com o uso de um item especial.
As batalhas se passam em uma grade xadrez, e cada unidade ocupa uma casa. Batalhas se desenrolam no decorrer de rodadas. A cada rodada, um personagem pode mover e desempenhar uma ação: atacar, lançar um feitiço, ou usar um item. Alguns comandos, tais como equipar ou descartar um item durante uma rodada, não contam como ações.
A batalha é declarada vencida quando todos os inimigos são derrotados, ou quando o comandante inimigo é derrotado. Se Bowie for derrotado ou fugir, a batalha é considerada perdida e o jogador volta para a aldeia mais próxima, onde ele pode recuperar seus aliados e tentar aquela batalha novamente.

## Enredo
Em um santuário ao sul do Castelo de Granseal, um ladrão chamado Slade acidentalmente quebra o poder de um selo mágico ao roubar as pedras da luz e das sombras, libertando o demônio Zeon. No dia seguinte, o Rei Granseal adoece ao ser atacado por uma criatura desconhecida, e Sir Astral, conselheiro da corte, ao lado de seus aprendizes – Bowie o escudeiro, Sarah a curandeira, e Chester o cavaleiro – investigam os acontecimentos no castelo. Eles descobrem que a porta da Torre dos Antigos foi destrancada e deixada aberta.
Criaturas chamadas "Gizmos" os aguardavam na torre com uma emboscada, mas com intenções desconhecidas. Ao serem derrotados, o Gizmo líder consegue fugir. Mais tarde, é descoberto que o Rei Granseal foi possuído. Sir Astral e o exército Shining Force seguem para visitar o rei, encontrando-o possuído. Sir Astral exorciza o demônio, que prontamente foge. O ministro, assumindo o lugar do Rei Granseal, vendo que Astral usou todas as suas forças ao exorcisar, ordena que um esquadrão de soldados de Granseal saiam em busca do Gizmo. Infelizmente, o Gizmo consegue possuir o líder do reinado vizinho de Galam, colocando em movimento uma série de eventos aterrorizantes. Bowie e seus amigos são capturados pelos militares de Galam: no calabouço, eles se encontram com o ladrão Slade. Quando a equipe consegue fugir, Slade ajuda Bowie a recuperar a pedra da luz e acompanha sua equipe de volta a Granseal, que foi invadida por forças de Galam. Eles encontram o possuído Rei Galam dentro da Torre dos Antigos, com a Princesa Elis como refém. Na batalha resultante, Bowie consegue tomar a pedra das sombras, mas não consegue resgatar Elis, e a Torre dos Antigos vem abaixo.
O povo de Granseal é forçado a se deslocar para o continente de Parmecia. É aqui que a verdadeira natureza da ameaça é revelada. Bowie e seus amigos devem agora percorrer por Parmecia para recrutar aliados, resolver os enigmas das pedras, obter a Force Sword, e aprisionar o demônio Zeon outra vez.

## Continuidade com a sérieShining
Shining Force II se passa em algum momento no intervalo de 47 anos depois de Shining Force Gaiden: Final Conflict, e ocorre nos mesmos territórios de Parmecia e Grans. A história gira em torno da liberdade de Zeon, o demônio que ajudou a derrotar Darksol no Conflito Final, e explica como a rivalidade entre Zeon e Darksol começou. Oddeye, seguidor de Zeon, também cumpre um papel importante.
A nação de Granseal, fundada nos últimos instantes do Conflito Final, está prosperando. Hawel ainda vive na aldeia que prometeu estabelecer no Conflito Final, e deu origem a vários filhos, um deles, Chaz, participando da equipe de Shining Force II. Ele também repassa as informações obtidas no Conflito Final que dizem respeito aos Devil Kings, e um de seus alunos chamado Kazin participa da equipe nos primeiros estágios da história. Os deuses Volcanon e Mitula voltam a participar. Artefatos do Conflito Final como a Caravan e a Nazca Ship voltam a aparecer, e vários mostros, em especial o Kraken, continuam causando terror.
Além do mais, o jogo Shining Wisdom é mais ou menos uma sequência de Shining Force II. Em Shining Force II, é contado como Sarah e Kazin ("Salah" e "Parn" na tradução da Working Designs) se tornaram companheiros de viagem, e relata a história completa da Guerra de Parmecia referida numerosas vezes em Shining Wisdom.

## Problemas de tradução
O mais notável erro de tradução é que os três Devil Kings são chamados Dark Sol, Dark Dragon, e Zeon. Traduções feitas por fãs revelaram (e Yasuhiro Taguchi, co-diretor e programador de Shining Force II, confirmou) que os Devil Kings são, na verdade, Dark Sol, Lucifer, e Zeon. A tradução oficial associando Dark Sol e Dark Dragon à história dos Devil Kings não apenas altera Shining Force II, mas efetivamente reescreve toda a premissa de Shining in the Darkness e do original Shining Force, jogos onde eles eram os principais vilões. Por motivos similares, toda a história de Shining Force Gaiden: Final Conflict torna-se incoerente, pois se baseia no mandato de Darksol como um Devil King e mostra "Dark Sol" ("Mephisto" no roteiro original, personagem completamente diferente de Darksol) nascendo menos de um século antes de Shining Force II.
A tradução incorreta também cria duas grandes contradições entre as versões em inglês do original Shining Force e Shining Force II:
1. A história de Shining Force fortemente implica que o Dark Dragon é uma criação dos Antigos, e não um demônio.[7][10]
2. Em Shining Force, Darksol tenta trazer o Dark Dragon de volta à vida,[10] enquanto que em Shining Force II é dito que os três Devil Kings são ferozes arquirrivais.[8]

## Desenvolvimento
Mesmo sendo o quinto jogo da bem-sucedida série Shining, a Sega alocou o mesmo baixo orçamento para Shining Force II que alocou para o primeiro jogo da série, Shining in the Darkness. Ademais, Hiroyuki Takahashi, produtor e co-programador, comentou em entrevista dada em 2009, "Estávamos em uma posição muito precária naquele momento, pois sabíamos que se a gente não produzisse outro sucesso não haveria futuro para nós." Por causa disso, boa parte da equipe de desenvolvimento da série Shining saiu e teve que ser substituída com novos membros para que o desenvolvimento de Shining Force II pudesse ter andamento. Takahashi sumarizou o desenvolvimento de Shining Force II, dizendo que "[o jogo] foi um título experimental onde melhoramos a história e aperfeiçoamos a sensação de RPG do jogo."

## Recepção
A revista GamePro criticou o jogo, dizendo que a trilha sonora animada não é cabível na situação da história do jogo, o sistema de menus é confuso, o estilo é muito genérico para um RPG, e o uso de combate baseado em rodadas em vez de em tempo real torna as batalhas "lentas e complicadas". A Electronic Gaming Monthly comentou que a história "poderia ter contado com mais algumas surpresas", mas acrescentou que a trilha sonora é boa, a configuração do controle é bastante amigável, e que o jogo é uma melhora sobre o primeiro Shining Force por apresentar áreas maiores para explorar. Eles deram ao jogo um 6.8 entre 10, concluindo que o jogo "irá definitivamente agradar os fãs do primeiro jogo, e fãs de RPGs em geral."
Shining Force II foi um best-seller no Japão. A IGN o nomeou um dos 100 melhores jogos de todos os tempos, na posição 48, e a Retro Gamer o incluiu entre seus dez melhores jogos para Mega Drive.